# Prvenstvo Jugoslavije u hokeju na travi 1951.
Jugoslavensko prvenstvo u hokeju na travi za 1951. godinu je osvojio drugi put u nizu Jedinstvo iz Zagreba.

## Ljestvica
| mj. | klub                         | ut. | pob. | rem. | por. | po.g | pr.g | bod |
| --- | ---------------------------- | --- | ---- | ---- | ---- | ---- | ---- | --- |
| 1.  | Jedinstvo Zagreb             | 6   | 5    | 0    | 1    | 13   | 3    | 10  |
| 2.  | Čukarički Beograd            | 6   | 3    | 0    | 3    | 10   | 7    | 6   |
| 3.  | Marathon Zagreb              | 6   | 3    | 0    | 3    | 8    | 9    | 6   |
| 4.  | Električna centrala Subotica | 6   | 1    | 0    | 5    | 5    | 17   | 2   |